# فيليلبستون (ماساتشوستس)
فيليلبستون (بالإنجليزية: Phillipston, Massachusetts)‏ هي بلدة أمريكية تقع في الولايات المتحدة في مقاطعة ووستر (ماساتشوستس). يقدر عدد سكانها بـ 1,682 نسمة ومساحتها 63.8 كم2 وترتفع عن سطح البحر 355 متر.